# Station Suerhop
Station Suerhop (Haltepunkt Suerhop) is een spoorwegstation in de Duitse plaats Buchholz in der Nordheide in de deelstaat Nedersaksen. Het station ligt aan de spoorlijn Walsrode - Buchholz. Het station is vernoemd naar de wijk Suerhop.

## Indeling
Het station behoort tot de laagste stationscategorie, waardoor het perron sober is ingericht. Het heeft een abri, een aantal fietsenrekken en een paar parkeerplaatsen. Het station is te bereiken vanaf de straat Drosselweg.

## Verbindingen
Het station wordt bediend door treinen van erixx. De volgende treinserie doet het station Suerhop aan:
| Serie | Treinsoort           | Route                                                                   | Bijzonderheden |
| ----- | -------------------- | ----------------------------------------------------------------------- | -------------- |
| RB 38 | Regionalbahn (Erixx) | Buchholz (Nordheide) – Suerhop – Soltau (Han) – Walsrode – Hannover Hbf |                |